# HD 29866
HD 29866，又名BD+40 1032，SAO 39715、HR 1500，是一颗恒星，视星等为6.08，位于銀經163.06，銀緯-3.28，其B1900.0坐标为赤經4h 37m 17.4s，赤緯+40° -3.28′ 54″。